# Джебелска котловина
Джебелската котловина е котловина в западната част на Източните Родопи, в източните разклонение на рида Жълти дял, в Област Кърджали. Дължината ѝ от североизток на югозапад е около 10 км, а средната ширина 5 – 6 км. Средна надморска височина на котловинното дъно 300 – 400 м.
От всички страни котловината се ограничава от голите и рядко залесени склонове на рида Жълти дял. образувана е през горния олигоцен в резултата на потъване. Запълнена с неустойчиви на денудацията пясъци и глини, които през неогена и кватернера са дълбоко ерозирани. основата на котловината е хълмиста, ерозионно разчленена и с тънка почвена покривка. Климатът е умерено континентален, със средиземноморско влияние. За станция Джебел средната годишна температура е 12,2 °C; средна януарска 1,4 °C; средна юлска 22,7 °C; средна годишна валежна сума 723 мм. Отводнява се от ревите притоци на Върбица – реките Джебелска (Дерменчай), Дива и др. Много добри условия за отглеждане на тютюн (сотр „Джебел басма“) и по-слабо развито горско стопанство.
Основно селище в котловината е град Джебел и още около десетина села.
По цялото протежение на котловината, на протежение от 11,9 км, преминава участък от третокласен път № 508 от Държавната пътна мрежа Балабаново – Джебел – Фотиново.

## Топографска карта
- Лист от карта K-35-87. Мащаб: 1 : 100 000.